# Chamaeanthus
Chamaeanthus – rodzaj roślin z rodziny storczykowatych (Orchidaceae). Obejmuje 5 gatunków występujących w Azji Południowo-Wschodniej w Tajlandii, na Borneo, Jawie, Filipinach i Tajwanie.

## Systematyka
Rodzaj sklasyfikowany do podplemienia Aeridinae w plemieniu Vandeae, podrodzina epidendronowe (Epidendroideae), rodzina storczykowate (Orchidaceae), rząd szparagowce (Asparagales) w obrębie roślin jednoliściennych.
Wykaz gatunków
- Chamaeanthus averyanovii Vuong, Kumar, V.H.Bui & V.S.Dang
- Chamaeanthus brachystachys Schltr.
- Chamaeanthus canhii (Aver.) Vuong & Kumar
- Chamaeanthus longicheila (Aver. & Nuraliev) Vuong & Kumar
- Chamaeanthus wenzelii Ames